# إرنست شيفر
إرنست شيفر (بالألمانية: Ernst Schäfer) (و. 1910 – 1992 م) هو مستكشف، وكاتب، وعالم حيواني، وعالم طيور، ومصور، وأستاذ جامعي من ألمانيا، والإمبراطورية الألمانية، وجمهورية فايمار، وألمانيا النازية، ولد في كولونيا، كان عضوًا في شوتزشتافل، توفي في باد بيفينسن، عن عمر يناهز 82 عاماً.

## التعليم
تعلم في جامعة غوتينغن
.

## جوائز
حصل على جوائز منها:
- صليب الاستحقاق الحربي
- خاتم شرف إس إس

## روابط خارجية
- إرنست شيفر على موقع IMDb (الإنجليزية)
- إرنست شيفر على موقع قاعدة بيانات الفيلم (الإنجليزية)